# Pardosa credula
Pardosa credula là một loài nhện trong họ Lycosidae.
Loài này thuộc chi Pardosa. Pardosa credula được Octavius Pickard-Cambridge miêu tả năm 1885.